# Reaganomics
Per Reaganomics - fusione fra "Reagan" e "Economics" (scienza economica) - si intende l'insieme delle politiche economiche adottate dagli Stati Uniti nel corso della presidenza di Ronald Reagan, dal 20 gennaio 1981 al 20 gennaio 1989.

Reagan spiega in televisione il suo piano per la riduzione delle tasse, luglio 1981

## La visione economica
I pilastri della visione economica di Reagan furono:
- la riduzione della spesa pubblica;
- la riduzione dell'imposta federale sul reddito e di quella sulle plusvalenze;
- la riduzione della regolamentazione del governo;
- il rafforzamento dell'offerta monetaria al fine di ridurre l'inflazione.

Le teorie economiche di Reagan possono essere collegate al thatcherismo, la filosofia politica del primo ministro inglese Margaret Thatcher (1979–1990).
Le politiche di Reagan furono adottate in un contesto emergenziale nel quale l'inflazione viaggiava al 13% e le crisi energetiche del 1973 e del '79 avevano fatto schizzare il prezzo di un gallone di greggio da 35 centesimi nel 1970 a 1,19 dollari nel 1980, dopo due anni durante i quali il reddito medio pro-capite era caduto del 4,6% e si erano bruciati più di 700.000 posti di lavoro, portando il tasso disoccupazione al 7%.

## Applicazione della teoria
Reagan dovette gran parte del suo successo, prima come governatore della California e poi come presidente degli Stati Uniti, alla scelta di ridurre la pressione fiscale. In tal modo si invertiva la tendenza decennale a far crescere l'imposizione fiscale e contemporaneamente il ruolo dello Stato nell'economia tramite la spesa pubblica. Il punto di svolta fu rappresentato dall'approvazione in California con un referendum della Proposition 13, che limitava la capacità impositiva dello Stato. Il cambio di rotta nelle decisioni di politica economica si è accompagnato con il prevalere in campo universitario di tesi neoliberiste il cui principale ispiratore era l'economista della  scuola di Chicago e vincitore del premio Nobel Milton Friedman.
Si racconta in particolare che Reagan venne convinto dall'economista Arthur Laffer (vedi curva di Laffer) che una riduzione dell'imposizione fiscale avrebbe avuto effetti benefici sulla crescita economica, in quanto un'eccessiva imposizione fiscale spingeva gli imprenditori ad evadere il fisco ed a ridurre gli investimenti; inoltre, anche i lavoratori sarebbero stati meno incentivati a fare straordinari.
Alle scelte fiscali si sono aggiunte politiche di forti liberalizzazioni, scelte fortemente antisindacali culminate nel licenziamento di migliaia di controllori di volo in sciopero e di forti tagli alla spesa sociale, controbilanciati tuttavia da un significativo aumento delle spese militari.

## Risultati
Grazie alla riduzione della pressione fiscale la produzione industriale aumentò decisamente, come del resto l'occupazione. Nonostante ciò è da sottolineare l'aumento del debito pubblico dovuto alle politiche (di spesa militare e non) adottate dal congresso americano. In particolare, l’Economic Recovery Tax Act garantì rilevanti sgravi fiscali su alcuni investimenti speculativi focalizzati nel settore immobiliare e abbatté a livello generalizzato le tasse sui redditi e sui profitti aziendali, facendo passare l'aliquota legale dell'imposta societaria dal 46 al 34%, pari a 5 punti percentuali in meno rispetto alla media Ocse, mentre la dilatazione del deficit (200 miliardi di dollari nel solo 1983) aumentò il debito pubblico e gli oneri su di esso, che salirono da 52 a 142 miliardi di dollari tra il 1980 e il 1986. Nonostante ciò, è da segnalare la grande crescita economica avuta dagli Stati Uniti tra il 1982 e il 1990..